# Rodolfo Cazaubon
Rodolfo Cazaubon (1989) is een Mexicaanse golfer.

## Amateur
Hij studeerde aan de University of North Texas (UNT) en speelde college golf voor de Mean Green met onder meer landgenoot Carlos Ortiz. In 2010 werd hij als eerste student ooit van zijn Universiteit verkozen tot Sun Belt Conference Freshman of the Year. 
Begin 2013 werd hij individueel 2de bij de Copa de las Americas en de UTSA - Oak Hills Invitational. 

### Gewonnen
- 2008: Texas Junior Masters, AJGT Tournament of Champions, the Saddlebrook Resort, Mission Inn Resort Championship.
- 2010: Mexican National Amateur Championship
- 2011: Mexican National Amateur Championship
- 2012: UTSA - Lone Star Invitational, Graeme McDowell ShoalCreek Invitational (tie met Curtis Thompson en Stewart Jolly)
- 2013: Argent Financial Classic

### Team
- Eisenhower Trophy: 2010, 2012 (2de plaats)
- Copa de las Americas: 2013

## Professional
In september 2013 ging hij als amateur naar de Tourschool.